# Matongegalerij
De Matongegalerij is een overdekte winkelgalerij in de wijk Matonge van de gemeente Elsene in het Brusselse agglomeratie.
De winkelgalerij is gelegen tussen de Elsensesteenweg in het zuiden en de Waversesteenweg in het noorden. In de loop van 2017 werd bekend dat de verloederde Galerij van Elsene, zoals de galerij destijds bekend was, zou worden opgeknapt en daarna zou worden omgedoopt tot de Matongegalerij. Met deze nieuwe naam zou de identiteit van de wijk worden benadrukt en een verwijzing naar Congo worden gemaakt.
De winkelgalerij dateert uit 1953 en is ontworpen door de architect Jean-Florian Collin. Het initiatief voor het complex, dat tevens een ondergrondse parkeergarage op twee niveaus, een bioscoop, kantoren en appartementen omvat kwam van de ondernemer R. de Muyter van de SA Galeries de Belgique. De winkelgalerij met kleine winkelruimten met entresol beslaat een rechthoekig gebied en heeft aan beide straten een ingang. De galerijen hebben een gewelfd dak van beton met glazen bouwstenen waardoor daglicht toetreedt tot de gangen. De winkels werden vanaf 1954 door andere architecten (Pol Henry, Albert De Doncker, Albert Wauters, Henri Hauwaert, R. Homez en Roger Ide). Boven de winkels is een bouwlaag met kantoorruimten. Boven de beide toegangen tot de galerij zijn appartementen gelegen.
De gemeente Elsene is erfpachter van de publieke delen van de galerij, nadat ze de renovatie van de de gewelfde daken had bekostigd.
In januari 2024 hield de politie een grote controle in het winkelcentrum, waarbij 13 winkels werden gesloten wegens zwartwerken en andere inbreuken op de regelgeving.